# UFC Fight Night: Thompson vs. Pettis
UFC Fight Night: Thompson vs. Pettis (también conocido como UFC on ESPN+ 6 o UFC Fight Night 148) fue un evento de artes marciales mixtas producido por Ultimate Fighting Championship que se llevó a cabo el 23 de marzo de 2019 en el Bridgestone Arena de Nashville, Tennessee.

## Historia
El evento estelar contó con un combate de peso wélter entre el dos veces retador al Campeonato de Peso Wélter de UFC, Stephen Thompson, y el excampeón de peso ligero de WEC y UFC, Anthony Pettis.
El evento coestelar contó con un combate de peso pesado entre Curtis Blaydes y Justin Willis.
Una pelea de peso gallo entre Martin Day y Chris Gutiérrez estaba programada para el evento. Sin embargo, se informó que Day fue retirado de la pelea debido a una lesión y fue reemplazado por Ryan MacDonald.
Se esperaba que Marlon Vera enfrentara a Frankie Saenz en una pelea de peso gallo en UFC 235. Sin embargo, la pelea se canceló en la semana de la pelea cuando Vera se retiró debido a una enfermedad. Ahora se enfrentaran en este evento.
Nasrat Haqparast y Chris Gruetzemacher se retiraron de sus respectivos combates, debido a una lesión, contra John Makdessi y Jesús Pinedo. Ahora Makdessi y Pinedo están programados para enfrentarse entre ellos.
En el pesaje, Luis Peña pesó 148.5 libras, 2.5 libras por encima del límite de la división de peso pluma (146 libras). Fue multado con el 30% de su pago y su pelea contra Steven Peterson se llevará a cabo en un peso acordado.

## Bonificaciones
Los siguientes peleadores recibieron $50,000 en bonos:
- Pelea de la Noche: Bryce Mitchell vs. Bobby Moffett
- Actuación de la Noche: Anthony Pettis y Randa Markos